# Xã Londonderry, Quận Dauphin, Pennsylvania
Xã Londonderry (tiếng Anh: Londonderry Township) là một xã thuộc quận Dauphin, tiểu bang Pennsylvania, Hoa Kỳ. Năm 2010, dân số của xã này là 5.235 người.